# Dunlop Phoenix Tournament
Het Dunlop Phoenix Toernooi is een golftoernooi van de Japan Golf Tour. Het toernooi wordt aan het einde van het jaar gespeeld, meestal in november, altijd op de Phoenix Country Club in Miyazaki, gelegen op het zuidelijkste eiland van Japan, Kyushu. De club werd in 1971 geopend en heeft twee 18 holesbanen die langs de Pacific Oceaan lopen. De par van de baan varieert tussen 70 en 72.
De eerste editie vond plaats in 1973 en werd gewonnen door de legendarische Johnny Miller.

## Winnaars
| Jaar | Winnaar               | Par | Score |
| ---- | --------------------- | --- | ----- |
| 1973 | Yasuhiro Miyamoto     | 72  | par   |
| 1974 | Johnny Miller         | 72  | -14   |
| 1975 | Hubert Green          | 72  | -16   |
| 1976 | Graham Marsh          | 72  | -16   |
| 1977 | Severiano Ballesteros | 72  | -6    |
| 1978 | Andy Bean             | 72  | -13   |
| 1979 | Bobby Wadkins         | 72  | -4    |
| 1980 | Tom Watson            | 72  | -6    |
| 1981 | Severiano Ballesteros | 72  | -9    |
| 1982 | Calvin Peete          | 72  | -7    |
| 1983 | Tze-Ming Chen         | 72  | -2    |
| 1984 | Scott Simpson         | 72  | -6    |
| 1985 | Tsuneyuki Nakajima    | 72  | -13   |
| 1986 | Bobby Wadkins         | 72  | -11   |
| 1987 | Craig Stadler         | 72  | -11   |
| 1988 | Ken Green             | 72  | -15   |
| 1989 | Larry Mize            | 72  | -16   |
| 1990 | Larry Mize            | 72  | -14   |
| 1991 | Larry Nelson          | 72  | -12   |
| 1992 | David Frost           | 72  | -11   |
| 1993 | Ernie Els             | 72  | -17   |
| 1994 | Masashi Ozaki         | 72  | -15   |
| 1995 | Masashi Ozaki         | 71  | -11   |
| 1996 | Masashi Ozaki         | 71  | -7    |
| 1997 | Tom Watson            | 71  | -9    |
| 1998 | Lee Westwood          | 71  | -13   |
| 1999 | Thomas Bjørn          | 71  | -14   |
| 2000 | Shingo Katayama       | 71  | -19   |
| 2001 | David Duval           | 71  | -15   |
| 2002 | Kaname Yokoo          | 71  | -15   |
| 2003 | Thomas Bjørn          | 71  | -12   |
| 2004 | Tiger Woods           | 70  | -16   |
| 2005 | Tiger Woods           | 70  | -8    |
| 2006 | Pádraig Harrington    | 70  | -9    |
| 2007 | Ian Poulter           | 70  | -11   |
| 2008 | Prayad Marksaeng      | 71  | -8    |
| 2009 | Edoardo Molinari      | 71  | -13   |
| 2010 | Yuta Ikeda - Japan    | 71  | -15   |

## Play-off
Negen keer is het toernooi in een play-off geëindigd:
- 1983: Tze-ming Chen versloeg Tom Watson
- 1984: Scott Simpson versloeg Bernhard Langer
- 1991: Larry Nelson versloeg Isao Aoki, Severiano Ballesteros en Jay Don Blake
- 1992: David Frost versloeg Kiyoshi Murota
- 1999: Thomas Bjørn versloeg Sergio García
- 2001: David Duval versloeg Taichi Teshima
- 2005: Tiger Woods versloeg Kaname Yokoo
- 2006: Pádraig Harrington versloeg Tiger Woods
- 2009: Edoardo Molinari versloeg Robert Karlsson